# Letni razgovor
Letni razgovor ali Ocenjevalni razgovor(ang. Annual Performance Appraisal Interview, Performance appraisal) je sistematični pogovor oz. pregled in ocena dosedanjega dela posameznega zaposlenega, skupna ocena realizacije ciljev in nalog ter skupna ocena uspešnosti zaposlenega in vodje.  
Običajno se razgovor izvaja letno, ponekod polletno ali na četrtletje. Ocenjevalni razgovor je širši pojem, a v Sloveniji se običajno uporablja izraz "letni razgovor", ki je tudi zakonsko urejen. 
Zaposleni na razgovoru dobi informacije o svoji delovni učinkovitosti, pričakovanjih vodje in podjetja, ima možnost za razlago svojih pogledov na oceno, metode ocenjevanja, notranje in zunanje dejavnike, ki so vplivali na njegov rezultat v preteklem obdobju. Vodja na razgovoru sodelavca seznani s svojo oceno in informira o informacijah o politiki poslovanje, strategiji podjetja, organizacije.
Na letnem pogovoru se oba sogovornika pogovorita o načrtih za prihodnje ter o željah in pričakovanjih obeh. V okviru letnega pogovora skupaj določita cilje in naloge za naprej. Idealno bi bilo, če bi se letni pogovor opravil prav z vsemi zaposlenimi v podjetju enkrat letno (Ivanuša-Bezjak, 1999).
Za uspešno delovanje podjetja ali organizacije je zelo pomembno spremljanje, torej ugotavljanje in ocenjevanje, delovne uspešnosti zaposlenih. To jim pomaga določiti zmožnosti zaposlenih in ugotoviti, kje so potrebne izboljšave. Z ugotavljanjem delovne uspešnosti se kontrolira delo, določi se osnova za napredovanje, ugotavljajo se prednosti in slabosti, s tem pa lahko delavci s pomočjo vodij tudi planirajo svojo kariero. Z merjenjem uspešnosti posameznega delavca vodje dobijo povratno informacijo, ali so za določeno delovno mesto izbrali ustreznega človeka ter iščejo pomanjkljivosti posameznikov pri njihovem delu, s tem pa dobijo informacije o morebitnih potrebnih napredovanjih, premestitvah na druga delovna mesta, višanjih plač, dodatnih izobraževanjih ipd. (Lipičnik, 1998). Nadrejene najbolj zanima, ali morajo določenega zaposlenega poslati na dodatna izobraževanja, ali ga premestiti na drugo delovno mesto ali preprosto nadaljevati z delom kot do sedaj. Te odgovore lahko najdejo skupaj s sodelavcem, predvsem pa je pomembna komunikacija med podrejenim in nadrejenim.
Delovno uspešnost lahko vodje merijo na več načinov, eden od njih pa je tudi letni razgovor. Bistvo ocenjevanja delovne uspešnosti je, da dosežene rezultate primerjamo s cilji, ki naj bi jih dosegel vsak zaposleni, na podlagi katerih se vodja in sodelavec skupaj dogovorita, kaj naj bi se v bodoče spremenilo in kako bi, če je potrebno, izboljšala delovno uspešnost in kakovost dela. Pri tem se opiramo na kriterije in dolžnosti za posamezno delovno mesto. Če želimo meriti dosežene rezultate, je nedvomno potrebno poznati cilje, ki jih je bilo potrebno doseči. Če zaposlenemu torej niso znani cilji podjetja in njegove konkretne zadolžitve, se z njim ne bomo mogli pogovarjati o merljivih rezultatih (Ivanuša-Bezjak, 1999).

### Namen razgovora
Namen letnega pogovora je spodbuditi vsakega delavca k razmišljanju o njegovih poklicnih željah, o njegovih strokovnih ambicijah. Letni pogovor je priložnost za nadrejenega, saj lahko prek njega spozna delavčeve želje, njegove občutke in pridobi informacije o njegovem želenem osebnem razvoju (Ivanuša-Bezjak, 1999).
Z letnimi razgovori si lahko pomagata oba, tako nadrejeni kot njegov podrejeni, saj je namen letnega razgovora prav najti odgovore, ali je potrebno pri delu določenega zaposlenega kaj spremeniti, ga poslati na kakšno izobraževanje ali le nadaljevati z enakim delom kot do zdaj. Sicer je za letni razgovor potrebnega kar nekaj časa, vendar pa se lahko ta čas povrne, ko se poveča motivacija zaposlenega za delo, ko se poveča delovna uspešnost, odnosi med vodjo in zaposlenimi pa se prav tako izboljšajo. Daje jima informacije, ki so dobra podlaga za odpravljanje težav in napak, za izboljšanje medsebojnih odnosov, za izboljšanje rezultatov dela, za uspešnost in učinkovitost obeh, za bolj kakovostno vodenje ter za vpliv na nadaljnji razvoj delavca in podjetja (Ivanuša-Bezjak, 1999). S tem, ko vodja povabi svojega sodelavca na razgovor, le-ta vidi da ga vodja spoštuje in upošteva. Tako se lahko sodelavec počuti koristnega za organizacijo in pridobi motivacijo za nadaljnje naloge. Takšen razgovor zaposlenemu pomeni posebno priznanje, potrditev, da je cenjen iz strani vodje, da se upoštevajo njegove želje ter da je za organizacijo potreben, koristen in zaželen (Majcen, 2001).
Gre za učinkovito orodje, s katerim lahko hkrati dosežemo več ciljev: motivacijo zaposlenega, optimalno razporeditev zaposlenih glede na znanje in potrebe organizacije, reševanje trenutnih težav, izboljšanje medsebojnih odnosov in še veliko več. Oba člena se morata na ta pogovor pripraviti, zato da je lahko rezultat čim boljši. Ne govorita le o sedanjem poteku dela, temveč se pogovarjata tudi o konkretnih ciljih, rezultatih dela ter o problemih, ki so povezani s področjem izvajanja delovnih nalog (Majcen, 2001).

### Pravna podlaga
Zakon o javnih uslužbencih (Ur. l. RS št. 56/02) v 105. členu predvideva letni razgovor kot obvezno sestavino dela z javnimi uslužbenci in pravi, da mora »nadrejeni spremljati delo in kariero uradnikov in vsaj enkrat letno opraviti o tem razgovor z vsakim uradnikom«. Ta določba se sicer nanaša na javne uslužbence v državnih organih in upravah lokalnih skupnosti, kar pomeni, da v drugih zavodih, podjetjih ipd. ni obvezen ali predpisan, vsekakor pa predstavlja kakovostno prvino pri delu z zaposlenimi in nadrejenemu omogoča primerno spremljanje razvoja sodelavcev.

Zakon o javnih uslužbencih (ZJU
) v svojem 111. členu pravi:
"Ocenjevanje uradnikov, ki se izvaja na podlagi zakona, ki ureja sistem plač v javnem sektorju, se uporablja tudi za spodbujanje kariere in pravilno odločanje o njihovem napredovanju. Postopek in pogoje napredovanja v višji naziv za organe državne uprave, pravosodne organe in uprave lokalnih skupnosti določi vlada z uredbo"
V istem zakonu  je v 104. člen, v poglavju o izobraževanju, usposabljanju in izpopolnjevanju (XIII.) spremljanje kariere in strokovnosti dela javnih uslužbencev opredeljeno kot dolžnost vodij:
»Nadrejeni mora spremljati delo, strokovno usposobljenost in kariero javnih uslužbencev in vsaj enkrat letno opraviti o tem razgovor z vsakim javnim uslužbencem.«
Postopek ocenjevanja delovne uspešnosti natančneje opredeljuje Uredba o napredovanju javnih uslužbencev v plačne razrede (2008) . Ocenjevanje se po tej uredbi opravlja za obdobje vsakega koledarskega leta (najkasneje do 15.3. naslednjega leta) in se opredeljuje s 5 stopenjsko ocenjevalno lestvico (odlična, zelo dobra, dobra, zadovoljiva in nezadovoljiva ocena delovne uspešnosti). Uslužbenci napredujejo za dva plačilna razreda, če dobijo 3 ocene odlično, za en plačilni razred, če dobijo tri ocene zelo dobro, če a so ocenjeni s tremi ocenami dobro, pa v ocenjevalnem letu na napredujejo. Ocenjujejo se vsi zaposleni, ne glede na obliko zaposlitve (določen, nedoločen čas, krajši delovni čas) ali prisotnost (tudi med odsotnostjo zaradi poškodbe, bolezni, porodniške). Zaposleni morajo biti z oceno seznanjeni.
Za sistemizirano izvedbo postopka Uredba opredeljuje naslednje dokumente:
- Ocenjevalni list za oceno delovne uspešnosti javnega uslužbenca v ocenjevalnem obdobju Arhivirano 2009-11-22 na Wayback Machine.
- Evidenčni list napredovanja javnega uslužbenca v napredovalnem obdobju Arhivirano 2009-11-22 na Wayback Machine.
- Podrobnejša opredelitev elementov delovne uspešnosti javnega uslužbenca Arhivirano 2011-03-03 na Wayback Machine.
- Evidenčni list napredovanja javnega uslužbenca v napredovalnem obdobju Arhivirano 2009-11-22 na Wayback Machine.

Ocena dela zaposlenega je osnova za napredovanje zaposlenega v javni upravi, ki se odraža tudi preko plačnega sistema, ki ga določa Zakon o sistemu plač v javnem sektorju (ZSPJS – UPB13) .
Dvigovanje plač zaposlenih v javnem sektorju od junija 2012 ni mogoče zaradi sprejema Zakona za uravnoteženje javnih financ (ZUJF) .

### Vrste letnih razgovorov
- Razvojni letni razgovor je usmerjen v razvojne perspektive sodelavca, v izboljševanje njegovih zmožnosti, v usmerjanje njegove karierne poti (Majcen, 2001[3]).
- Ocenjevalni letni razgovor je namenjen temu, da vodja sodelavčevo delovno uspešnost primerja s pričakovanji in določi oceno. Ocenjevalni razgovor se tako osredotoča na oceno, ki je formalna podlaga za pridobitev naziva, višjega plačnega razreda ali dela plače za uspešnost (Majcen, 2001[3]).

### Kdo naj ocenjuje delovno uspešnost
Osnovno pravilo je, da letni razgovor opravi tisti, ki je v organizaciji neposredno nadrejen sodelavcu in ima moč odločanja. To so lahko direktor, pomočnik, vodja enote ipd. Opozoriti je treba še na naslednje: četudi se npr. direktor kot oseba na vrhu hierarhije odreče neposredni izvedbi letnih razgovorov in to nalogo zaupa svojim podrejenim ter jo prenese nanje, se mora s projektom v celoti strinjati ter sprejemati in upoštevati rezultate razgovorov (Majcen, 2001).

### Pomen letnega razgovora s sodelavcem
Letni razgovor je priložnost za analiziranje preteklih rezultatov organizacije, za reševanje težav in načrtovanje kariere zaposlenega v organizaciji. Njun razgovor je usmerjen v (Majcen, 2001 odnos med vodjo in sodelavcem, razmere, v katerih zaposleni dela, ugotavljanje potreb in želja glede osebnega razvoja in izobraževanja zaposlenega, načrtovanje dela za naslednje leto, preverjanje doseganja planiranih rezultatov iz preteklega leta, globalnih ciljev zaposlenega, s katerimi bo najbolje prispeval k poslovnim rezultatom organizacij.
Z letnem razgovorom vodja dobi prave informacije o tem, kako si posamezni zaposleni predstavljajo svoj položaj v organizaciji. Pretok informacij poteka tako od spodaj navzgor in od zgoraj navzdol. Vodja spozna želje zaposlenega, njegove občutke in informacije o njegovem želenem osebnem razvoju, kar lahko uporabi pri načrtovanju delovnih nalog. Vodja pridobi tudi povratne informacije o svojem vodenju ter o tem, kakšna je klima med zaposlenimi. Z letnim razgovorom vodja uskladi cilje in pričakovanja organizacije s cilji in željami sodelavca (Stare).
Povabilo vodje na letni razgovor je za zaposlenega priznanje, da ima v organizaciji neko veljavo. Pri razgovoru lahko zaposleni pove svoje želje, pričakovanja in počutje v organizaciji, razmišljanja in ideje glede preteklega dela in tekočih nalog, načrtov, predviden razvoj in delovno kariero. Poda lahko svoje mnenje o tem, kje so vzroki za rezultate, kakšne so bile uporabljene delovne metode ter o predlogih za izboljšanje razmer in organizaciji dela. Z vodjo na koncu skupaj sooblikujeta delovni in poklicni položaj sodelavca. Njun odnos se spremeni, postaja boljši v smislu medsebojnega sodelovanja. Skozi razgovor sodelavec spozna, kakšne so njegove možnosti za nadaljnji poklicni razvoj. Pridobi si tudi motivacijo za to, da začne razmišljati o poklicnih in strokovnih ambicijah (Stare).

### Cilji rednega letnega razgovora
Letni razgovor ima več ciljev (Majcen, 2001):
1. Izboljšanje delovne uspešnosti:
- Zaposleni izrazijo svoje mnenje, ideje, pripombe in pripomorejo k pozitivnim spremembam in rezultatom organizacije.
- Vodja z letnim razgovorom zaposlenim pokaže pozornost ter pripravljenost na spremembe in jih tako dodatno motivira.
- Zaposleni dobijo povratne informacije o svoji uspešnosti ter o področjih, na katerih se lahko izboljšajo.
- Zaposlenim omogoči, da razumejo svojo vlogo, prepoznajo smer lastnega razvoja in možno poklicno pot.

2. Vodja spozna zaposlene, zaradi česar jih lažje vodi in usmerja: 
- Vodje bolje razumejo razmišljanja in ravnanja svojih zaposlenih.
- Vodje pridobijo ideje in predloge za izboljšanje dela.
- Vodje lahko svojim zaposlenim posredujejo povratne informacije o tem, kako zadovoljujejo pričakovanja.
- Vodje pridobijo pregled nad interesnimi področji zaposlenih in njihovimi potenciali.
- Na podlagi letnih razgovorov vodja skupaj z zaposlenim izdela plan izobraževanja

3. Strokovne službe bodo na podlagi letnih razgovorov lažje in bolj učinkovito izvajale kadrovsko politiko.
4. V organizaciji se izboljša kakovost dela, uresničevanje poslovnih ciljev postane bolj učinkovito, dvigne se raven komuniciranja in s tem tudi zadovoljstvo zaposlenih.
V splošnem z rednimi letnimi razgovori torej motiviramo zaposlene, vzpostavimo komunikacijo med vodjo in zaposlenimi in omogočimo vodenje s cilji (Majcen, 2001)

### Potek letnega razgovora
- Začetek pogovora je pregled stanja in sklepov prejšnjega pogovora, če pa je to prvi pogovor, delavcu razložimo namen in cilje letnega pogovora. Pogovor začnemo z nekaj nevtralnimi, rutinskimi in prijetnimi vprašanji (Ivanuša-Bezjak, 1999[1]).
- V nadaljevanju se pogovorimo o strokovnem, delovnem in osebnostnem razvoju delavca, o njegovem razmišljanju, delovni karieri, in o tem, kaj za to potrebuje (Ivanuša-Bezjak, 1999[1]).
- Med razgovorom se moramo zavedati, da gre za pogovor dveh enakovrednih sogovornikov, zato imata oba na voljo približno enako časa (Ivanuša-Bezjak, 1999[1]).
- Sogovornika spodbujamo, da sam predlaga načine, kako nadaljevati doslej dobro opravljeno delo ali kako ga izboljšati. Ne smemo mu vsiljevati svojih predlogov (Ivanuša-Bezjak, 1999[1]).
- Na koncu na osnovi zbranih podatkov poiščemo možnosti za usklajevanje dolgoročnih ciljev podjetja s kratkoročnimi cilji posameznika (Ivanuša-Bezjak, 1999[1]).
- Na osnovi razgovora vodja in zaposleni izdelata skupen razvojni načrt in definirata konkretne posamezne ukrepe, ki so potrebni za uresničitev zastavljenih ciljev (Ivanuša-Bezjak, 1999[1]).
- Sklep razgovora je pisni povzetek dogovorjenih dejavnosti, v katerem je opredeljeno, kako bosta oba spremljala in izvajala dogovorjene dejavnosti. Tako nadrejeni kot zaposleni dobita na koncu svoj izvod zapisnika, pri tem pa sta zelo pomembna zaupnost in varstvo podatkov. Ob zapisu sklepa predvsem preverimo, ali ga oba sogovornika razumeta enako. Definiranje naj bo jasno in natančno: kaj, do kdaj, koliko, kakšne kakovosti (Ivanuša-Bezjak, 1999[1]).
- Na koncu razgovora je primerno, da se sodelavcu zahvalimo za sodelovanje ter izrazimo zaupanje, da bo dogovorjeno uresničil. Po odhodu si uredimo misli in še sami zapišemo kakšno opombo, s katero analiziramo uspešnost rednega letnega razgovora (Ivanuša-Bezjak, 1999[1]).
- Ko so zaključeni vsi letni razgovori v podjetju, morajo vodje narediti sintezo razgovorov in pripraviti predlog sprememb. Z načrtom seznanimo vse zaposlene. Če smo posameznim sodelavcem na letnem razgovoru kaj obljubili, to izpolnimo v dogovorjenem času (Ivanuša-Bezjak, 1999[1]).
- Pomembno je, da po končanem razgovoru tako vodja kot zaposleni izpolnita dogovore z razgovora in po določenem času preverita, ali so dogovori že izvedeni (Brečko, 2009[10]).
- Pogovor o plači ne spada v letni razgovor, saj gre v osnovi za razvojni pogovor s poudarkom na delovni učinkovitosti in nadaljnjem razvoju (Brečko, 2009[10]).

Za uspešno izvedbo rednih letnih razgovorov je treba pred in po razgovoru izvesti naslednje korake (Majcen, 2001):
- Priprava načrta: Najprej določimo namen in cilje letnih razgovorov, nato pa vodstvo o tem in o izvedbi letnih razgovorov obvesti vse zaposlene. Potrebno je pripraviti enotne obrazce in vso drugo potrebno dokumentacijo. Zaposlenim moramo vnaprej sporočiti, kako bodo razgovori vplivali na njihovo delo in kakšne bodo posledice za zaposlene oz. kako bodo razgovori vplivali na njihovo delo.
- Usposabljanje vodij: Vse vodstvene delavce, ki bodo neposredno izvajali redne letne razgovore, je potrebno primerno usposobiti, kar pomeni, da se morajo udeležiti seminarja o rednih letnih razgovorih.
- Izvedba rednih letnih razgovorov: Izvedba letnih razgovorov naj bi potekala od zgoraj navzdol, kar pomeni, da najprej letne razgovore opravi direktor s svojimi neposredno podrejenimi, ki nato letne razgovore opravijo s svojimi podrejenimi in tako naprej. Vodstveni delavci, ki so razgovore izvajali, na koncu zberejo vse ugotovitve z vseh razgovorov, ki jih združijo v zbirnik in ga predajo direktorju, na podlagi sklepov z razgovorov pa nato vodstvo pripravi načrt razvoja zaposlenih.

### Pogoji za uspešno izvedbo letnih razgovorov
- Najpomembnejši pogoj za uspešno izvedbo letnih razgovorov je stališče vodstva organizacije, da so razgovori primerno orodje za razvoj organizacije in njenih zaposlenih, da jih podpirajo ter da bodo njihove rezultate tudi upoštevali (Majcen, 2001[3]).
- Prostor je prijeten in zagotavlja enakovreden položaj sogovornikov. Prostor mora biti brez motenj, priporočljivo pa je tudi, da sogovornika pred začetkom razgovora izklopita svoje mobilne telefone. Pogovor mora biti omogočen na štiri oči brez drugih prisotnih v prostoru. 55 % celotne komunikacije predstavlja telesna govorica, zato poskrbimo, da sogovornika sedita iz oči v oči (Špiler Božič in Špehar Pajk, 2004[11]). Priporočljivo je tudi, da je prostor izvedbe razgovora zunanje okolje in ne okolje organizacije, tuja podjetja razgovore pogosto izvajajo na mirnih lokacijah v naravi. Če to ni mogoče, naj prostor izvedbe ne bo vaša pisarna ali pisarna zaposlenega, temveč nek nevtralen prostor, npr. sejni prostor (Mihalič, 2010[12]).
- Čas, ki je določen za razgovor, naj bo primeren za oba sogovornika. Trajanje razgovora je treba prilagoditi glede na delo, ki ga opravlja zaposleni, s katerim se bo pogovarjal vodja. Razgovor naj traja okvirno od 30 minut za proizvodne delavce do dveh ur za ključne sodelavce (Špiler Božič in Špehar Pajk, 2004[11]).  Splošno pravilo je, naj razgovori trajajo eno do dve uri, vodja pa naj ne bi opravil več kot enega rednega letnega razgovora na dan. Pri razgovoru naj nas nihče ne moti, kar pomeni, da izberemo manj operativne ure med delovnim časom (Špiler Božič in Špehar Pajk, 2004[11]). Najprimernejši čas izvedbe letnega razgovora je obdobje proti koncu koledarskega leta, npr. oktober ali november (Mihalič, 2010[12]). Če je tik pred razgovorom prišlo do nekih pomembnih sprememb v organizaciji ali dogodkov, ki so razburili zaposlene, razgovor prestavimo na ustreznejši termin (Mihalič, 2010[12]). Pomembna je tudi ura začetka pogovora, ki naj ne bi bila prepozna ali prezgodnja, idealna ura pa naj bi bila ob 10.00 dopoldne, saj smo takrat spočiti in na vrhuncu energije, in sicer tako, da je zaposleni tisti dan do 10.00 prost in pride neposredno na razgovor, enako pa velja tudi za vodjo (Mihalič, 2010[12]).
- Vrstni red povabljenih na razgovor je pomemben predvsem z vidika vodje. Priporočljivo je za začetek izbrati tiste sodelavce, pri katerih ne pričakujemo bistvenih težav  (Majcen, 2001[3]).
- Tehnika razgovora: intervjuvanec naj govori približno 75 odstotkov časa in naj čim več dejstev pove sam, to pa najlaže dosežemo s postavljanjem odprtih vprašanj. Ne govorimo o dejstvih, ki nimajo s sogovornikom nobene zveze. Izognemo se razpravljanju o človeški naravi, osebnostnih lastnostih in grobemu interpretiranju. Za vsak odgovor preverimo, če smo ga pravilno razumeli (Špiler Božič in Špehar Pajk, 2004[11])

### S kom opraviti redni letni razgovor?
Temeljno načelo pravi, da posamezen vodstveni delavec opravi razgovor z vsemi neposredno podrejenimi sodelavci. To pomeni, da razgovor opravijo tudi s sodelavci, s katerimi dobro sodelujejo, pa tudi s sodelavci, za katere vedo, da bodo kmalu odšli iz organizacije, npr. da odhajajo v pokoj, pa tudi z novimi sodelavci, s katerimi smo se še pred kratkim pogovarjali o podobnih temah, ko so nastopili svoje delo. Smisel in potek razgovora je zato vsakič drugačen in odvisen od posameznikove situacije v organizaciji. Pričakujemo lahko tudi, da bo razgovor težaven, če se bomo pogovarjali z zaposlenim, s katerim nimamo najboljših odnosov, vendar tudi v tem primeru ni priporočljivo odkloniti razgovora oz. ga predati nekomu drugemu, temveč v njem raje poskusimo videti priložnost za izboljšanje odnosov. Razgovor lahko odkloni tudi podrejeni, to pa nam lahko da vedeti, da so odnosi zelo problematični in konfliktni in da je treba na njih začeti aktivno delati (Majcen, 2001).

### Kako pogosto izvajamo redne letne razgovore
Letni razgovor bi moral potekati redno, in sicer enkrat letno, kar lahko izberemo že iz poimenovanja. Posebnih pravil glede tega, kdaj v letu izvesti razgovore, ni, razgovori lahko potekajo kontinuirano skozi vse leto ali pa v določenem obdobju v letu, je pa treba določiti urnik znotraj tekočega leta in z njim seznaniti sodelavce. Potrebno je upoštevati tudi velikost kolektiva in paziti, da je celoten sistem dovolj preprost in obvladljiv, saj bi nam preveč zapleten sistem povzročil dodatno delo, ko bomo morali ugotovitve zbrati in jih obdelati (Majcen, 2001).

### Priprava na redni letni razgovor
Priprava na letni razgovor zahteva kar nekaj časa in tako lahko rečemo, da je letni razgovor s sodelavcem izhodišče za vzpostavitev, oblikovanje, spreminjanje in vzdrževanje sistema ravnanja s človeškimi viri (je najvišja stopnja upravljanja s človeškimi viri) (Stare). Je tudi edina prava osnova za načrtovanje kariere posameznika, obenem pa koristi tudi vodji in organizaciji (Ivanuša-Bezjak, 1999). Na razgovor se morata pripraviti tako vodja kot podrejeni. Vodja sodelavca povabi na letni razgovor ustno teden ali dva pred načrtovanim terminom. Ob tem mu razloži, kakšen je namen razgovora, se dogovori za primeren čas in kraj ter napove približno trajanje razgovora. Možno je tudi, da ob tem dogovoru sodelavca zaprosi, da pripravi odgovore na vprašanja v vprašalniku, ki ga pripravi vnaprej in ki omogoča lažji potek razgovora ter da izpolnjen vprašalnik vrne sedem dni pred dogovorjenim terminom. Razmeroma dolg rok, v katerem lahko izpolni vprašalnik, bo zaposlenemu omogočil, da bo razmišljal o svojem delu, o svoji vlogi v organizaciji  ter o svojih osebnih načrtih za v prihodnje. Smiselno je, da vodja, ki razgovor izvaja prvič, predhodno opravi simulacijo letnega razgovora, s katero pridobi veščine izvajanja razgovora (Brečko, 2009). Pripravite se na letni razgovor – napotki za zaposlene. Ljubljana: Planet GV</ref>). Zaposleni se mora pripraviti, da bo pri razgovoru govoril več kot vodja, torej naj bo pripravljen prevzeti pobudo in odgovori na vprašanja brez nenehnega spodbujanja vodje. Prav zato je pomembno, da zaposleni dobi seznam vprašanj vnaprej, da se nanje lahko pripravi, razmisliti pa mora tudi o dodatnih vprašanjih, ki niso zajeta v vprašalniku in o katerih bi se rad pogovoril z vodjo. K dobri pripravi zaposlenega pa spada tudi objektivna samoocenitev, pri kateri je treba razmisliti o uspehih in spodrsljajih v preteklem letu in njihovih vzrokih, o osebnih ciljih, ki jih je zaposleni dosegel, o svojih prednostih in pomanjkljivostih ter priložnostih za izboljšave, o svojih omejitvah in o dogodkih, ki so kakorkoli vplivali na delo zaposlenega. Pomembno je, da je zaposleni pri samoocenitvi objektiven, saj ne gre za samokritiko, temveč za samorefleksijo, torej temeljit razmislek o svojem vedenju in osebnostnih lastnostih. Pri samooceni lahko zaposleni za pomoč prosi tudi sodelavce ali družino (Brečko, 2009).

## Metodologije razgovorov in različni pristopi ocenjevanja

### Na vodje usmerjen pristop
Priročnik za vodenje letnega pogovora z zaposlenim Arhivirano 2014-01-10 na Wayback Machine., Vlade RS  določa korake za pripravo vodje na opravljanje letnega pogovora:
»Vodji poda informacijo o tem kaj naj ve o LP (letnem pogovoru), kaj je njihov namen, ter kako naj LP poteka. Vodja dobi iz priročnika primere vprašanj, ki naj bi jih zastavil delavcu, ter predlog kako naj se na LP pripravi. Priročnik predlaga, da naj se sklepi LP zapišejo, tako da se uspešnost LP-ja lahko analizira.«

### Na delavce usmerjen pristop
V publikaciji Letni pogovor s sodelavcem  na strani 27, priporočajo naslednje korake za pripravo delavca na opravljanje letnega pogovora:
»Delavec naj bi razmislil o svojem delu v preteklem obdobju. Ocenil naj bi ali je zadosti strokovno usposobljen za opravljanje trenutnih delovnih nalog in na kak način bi lahko svojo usposobljenost ohranjal ali izboljšal. Delavec naj bi navedel kateri tipi dela ga najbolj veselijo, mu ležijo in izrazil svoje preference o nadaljnji delovni usmeritvi. Delavec naj bi navedel na kak način si predstavlja svoje delo v prihodnjem letu in podal predloge s katerimi bi lahko to delo potekalo bolje kot sicer. Izrazil naj bi tudi svoje želje po dodatnih izobraževanjih, katerih bi se rad udeležil.«

### Na organizacijo usmerjen pristop
Metoda 360°ocenjevanja (ang. 360-degree feedback) opredeljuje način ocenjevanja, pri katerem zaposlene ocenjuje več kot en vir. V nasprotju s standardnim letnim pogovorom, kjer interakcija poteka na nivoju vodja-zaposleni, 360° metoda vključuje povratno informacijo iz več virov. Tipično bi to bil nadrejeni zaposlenega, sodelavci v njegovem oddelku, pa tudi izven njega, kot tudi podrejeni zaposlenega. V nekaterih primerih lahko povratno informacijo podajo tudi zunanje osebe, kot so na primer stranke ali poslovni partnerji.
Študija raziskovalcev , da naj bi največji vpliv na verodostojnost informacij imel čas poznavanja ocenjevane osebe. Najbolj verodostojni rezultati naj bi prihajali od ljudi, ki zaposlenega poznajo med enim in tremi leti, nato od ljudi, ki zaposlenega poznajo manj kot eno leto. Manj verodostojni rezultati naj bi bili od ljudi, ki zaposlenega poznajo med tremi in petimi leti in najmanj verodostojni od ljudi, ki ga poznajo pet let ali več.
360° metoda ima tako svoje pozitivne elemente, kot tudi pasti . Ta metoda je učinkovita predvsem v organizacijah, kjer želijo z organizacijsko klimo vzpodbujati osebno rast in kjer kritika predstavlja priložnost za izboljšanje. Povratne informacije pridobljene na tak način morajo biti zaupne narave, ter podprte s postopki, ki omogočajo pozitivne spremembe. Po drugi strani pa se metoda tipično slabo obnese v okoljih, kjer je uporabljena kot orodje za napredovanje ali nagrajevanje, oziroma ni pospremljena z dodatnimi preverjanji. Če je mogoče iz ocen ugotoviti identiteto ocenjevalca, lahko to sproži trenja med sodelavci v organizaciji.
O metodi je kritičen John Sullivan , ki pravi, da ni zanesljivih podatkov, ki bi kazali na dejansko povečanje produktivnosti zaposlenih, zmanjšanje fluktuacije zaposlenih, zamer med sodelavci ali da je boljša od standardnega ocenjevanja s prisilno izbiro ter standardnih metodologij za izvajanje letnih razgovorov. »Sliši se lepo, vendar ni nobenega dokaza, da zares deluje, razen tega, da jo uporabljajo v veliko organizacijah.«